# Malacanthura
Malacanthura är ett släkte av kräftdjur. Malacanthura ingår i familjen Anthuridae.
Kladogram enligt Catalogue of Life:
| Malacanthura | \| \| Malacanthura arabica \| \| \| \| \| \| Malacanthura linguicauda \| \| \| \| \| \| Malacanthura ornata \| \| \| \| \| \| Malacanthura sanidoda \| \| \| \| \| \| Malacanthura truncata \| \| \| \| |
|              | \| \| Malacanthura arabica \| \| \| \| \| \| Malacanthura linguicauda \| \| \| \| \| \| Malacanthura ornata \| \| \| \| \| \| Malacanthura sanidoda \| \| \| \| \| \| Malacanthura truncata \| \| \| \| |
|              | Amakusanthura |
|              | |
|              | Anthura |
|              | |
|              | Apanthura |
|              | |
|              | Apanthuroides |
|              | |
|              | Apanthuropsis |
|              | |
|              | Caenanthura |
|              | |
|              | Cetanthura |
|              | |
|              | Chelanthura |
|              | |
|              | Cortezura |
|              | |
|              | Cyathura |
|              | |
|              | Exallanthura |
|              | |
|              | Haliophasma |
|              | |
|              | Indanthura |
|              | |
|              | Leipanthura |
|              | |
|              | Mesanthura |
|              | |
|              | Nemanthura |
|              | |
|              | Notanthura |
|              | |
|              | Pendanthura |
|              | |
|              | Pilosanthura |
|              | |
|              | Ptilanthura |
|              | |
|              | Quantanthura |
|              | |
|              | Sauranthura |
|              | |
|              | Skuphonura |
|              | |
|              | Stygocyathura |
|              | |
|              | Malacanthura arabica |
|              | |
|              | Malacanthura linguicauda |
|              | |
|              | Malacanthura ornata |
|              | |
|              | Malacanthura sanidoda |
|              | |
|              | Malacanthura truncata |
|              | |

|  | Malacanthura arabica     |
|  |                          |
|  | Malacanthura linguicauda |
|  |                          |
|  | Malacanthura ornata      |
|  |                          |
|  | Malacanthura sanidoda    |
|  |                          |
|  | Malacanthura truncata    |
|  |                          |